# Gens Duronia
La gens Duronia era una familia plebeya de Roma. Esta gens llegó a ocupar un escaño en el Senado romano. Sus miembros se mencionan durante los siglos I y II a. C.

## Praenomina
Se sabe que los Duronii utilizaron el praenomen Lucio, Marco y Cayo.

## Ramas y cognomina
Ninguno de los Duronii conocidos en la historia tenía ningún cognomen.

## Miembros
- Duronia, la madre de Publio Aebucio, se casó con Tito Sempronio Rutilo, que detestaba a su hijastro. Duronia intentó iniciar a su hijo en los ritos báquicos, pero él denunció las bacanales a los cónsules, quienes las suprimieron en el 186 a. C.[2]
- Lucio Duronio, pretor en 181 a. C., recibió Apulia como su provincia. Se le encargó investigar las denuncias de las Bacanales, de las que se habían observado indicios el año anterior. A Duronio también se le pidió que investigara el Istri, y navegó a Iliria con diez barcos, regresando al año siguiente e informando que el rey de Iliria, Gentio, era el causante de la piratería en el Adriático.[3]
- Marco Duronio, como tribuno, probablemente en el 98 a. C., había abolido una ley suntuaria, utilizando expresiones frívolas e imprudentes, por lo que en el 97 los censores Marco Antonio y Lucio Valerio Flaco lo expulsaron del Senado. En venganza, presentó una acusación de ambitus contra el censor Antonio.[4][5]
- Cayo Duronio, mencionado por Cicerón como amigo de Tito Annio Milón.[6]